# DEPARTURES
«DEPARTURES» es el cuarto sencillo de la banda japonesa globe. Fue lanzado originalmente al mercado el 31 de diciembre del año 1995.

## Información
La primera canción balada de globe en ser lanzada como sencillo. Esta canción es una de las más exitosas de la banda, y también es el sencillo con mejores ventas que poseen, hasta el día de hoy con más de 2 millones 200 mil copias sólo en Japón. También es considerado uno de los sencillos con mejores ventas de una banda de J-Pop. Para el primer álbum epónimo de la banda que salió meses después fue incluida una versión más extensa en comparación a la versión inicial encontrada en este sencillo, de ahí que es llamada "Radio Edit".
El tema fue escrito, compuesto y producido por Tetsuya Komuro, y las letras del rap en inglés son obra de Marc Panther. El sencillo también fue utilizado como tema principal de la campaña para la gama de products JR ski ski.

## Canciones
1. DEPARTURES (RADIO EDIT)
2. DEPARTURES (EXTENDED MIX)
3. DEPARTURES (INSTRUMENTAL)

- Datos: Q5787719